# Codex Mendoza

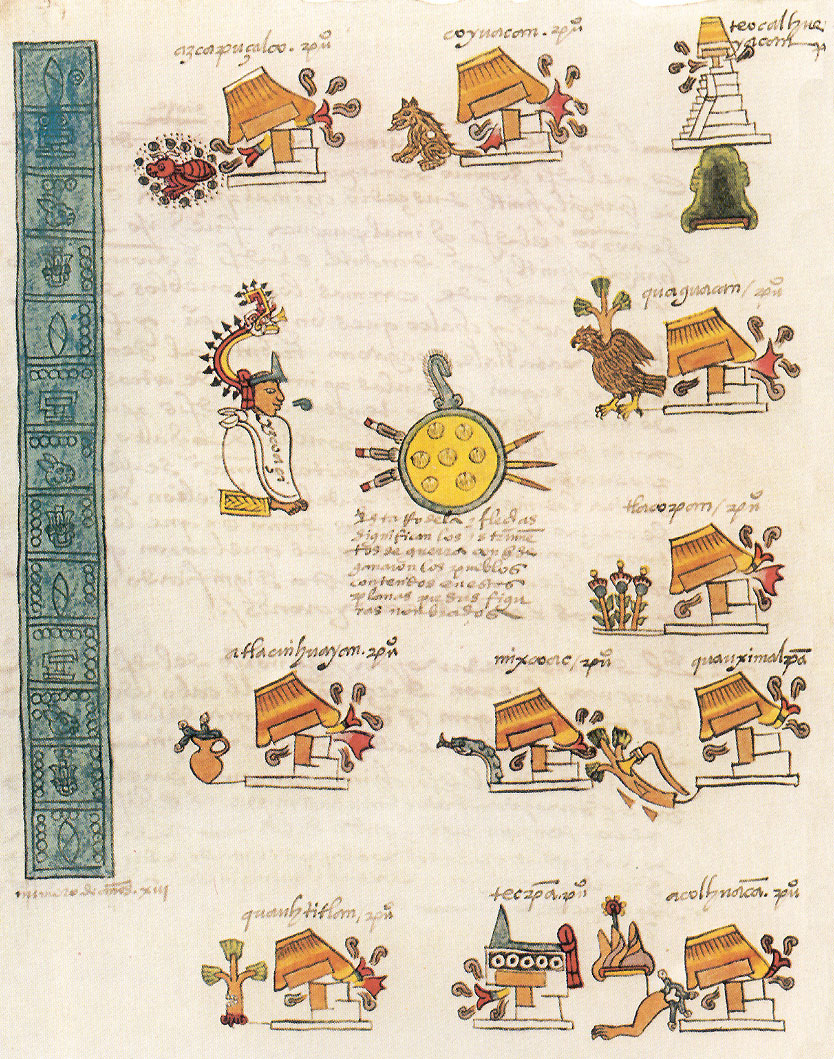
Codex Mendoza : conquêtes d'Itzcoatl.

Le Codex Mendoza (connu également sous le nom de Collection Mendoza ou, en espagnol, de « Códice Mendocino »), est un codex aztèque colonial. Il tient son nom du vice-roi de la Nouvelle-Espagne, Antonio de Mendoza, qui en était le commanditaire.
Ce codex, qui décrit les conquêtes des dirigeants aztèques, les tributs qui leur étaient versés et différents éléments de la culture et de la société aztèque, est un document essentiel de l'historiographie et de l'ethnohistoire des Aztèques. C'est le plus ancien des codex aztèques qui abordent la vie quotidienne et un des rares auxquels le nom d'un scribe indigène est associé.
Sa première page, retraçant le mythe de la fondation de Mexico-Tenochtitlan, a inspiré le blason actuel du Mexique.

## Histoire

### Réalisation
Ce codex colonial fut réalisé à Mexico-Tenochtitlan, probablement dans le quartier de San Juan Moyotla, entre 1541 et 1542, c'est-à-dire une vingtaine d'années après la conquête de l'Empire aztèque par les conquistadores espagnols, à la demande du vice-roi de la Nouvelle-Espagne, Antonio de Mendoza.
Il semble que c'est un prêtre inconnu qui a recueilli et organisé l'information restranscrite dans ce document ; le nom d'un tlacuilo indigène, Francisco Gualpuyohualcal, est en revanche associé à la réalisation de ce codex.

### Conservation
L'ouvrage, destiné à Charles Quint, fut d'abord envoyé à Saint-Domingue pour être acheminé vers l'Espagne, mais le galion qui le transportait fut mis à sac par des pirates français.
Le codex fut ensuite acheté par le cosmographe français André Thévet, puis, entre 1583 et 1588, par un historien anglais, Richard Hakluyt, qui le transporta de Paris à Londres. Samuel Purchas fut plus tard en sa possession et publia quelques commentaires sur certaines parties du document en 1625.
Finalement, il intégra la collection du juriste John Selden et fut avec celle-ci légué et transféré en 1659 à la bibliothèque Bodléienne de l'université d'Oxford, où il est toujours conservé actuellement.

## Caractéristiques physiques
Réalisé sur du papier espagnol, il se compose de 71 pages d'images de style préhispanique, accompagnées d'un texte espagnol. Le format moyen des pages est compris entre 20 et 31,5 cm de long sur 21 à 21,5 cm de large.
Certaines pictographies sont annotées en espagnol, parfois de manière erronée ; le texte mentionne notamment le fait que les informateurs indigènes n'étaient pas d'accord entre eux sur l'interprétation de certains glyphes et le scribe se plaint de n'avoir disposé que de dix jours pour rédiger ces annotations explicatives.

## Contenu
Il est divisé en trois parties.
La première, de 16 pages, est une énumération chronologique des cités (« altepetl ») conquises par chacun des souverains (« tlatoani ») de Mexico-Tenochtitlan, depuis Acamapichtli jusqu'à Moctezuma II. Les conquêtes sont représentées par des temples en flammes et, si l'on excepte le règne de Tizoc, leur nombre augmente à chaque règne. Il s'agit d'une vision idéalisée: le codex Mendoza ne mentionne pas toutes les guerres menées par les Aztèques et il n'est nulle part fait mention de leurs défaites. Certains altepetl apparaissent plus qu'une fois. On peut penser qu'il s'agit de conquêtes puis de la répression de rébellions. Certaines conquêtes sont mises en exergue par une taille plus grande la vignette, comme la défaite de Moquihuix, tlatoani de Tlatelolco sous Axayacatl.
La seconde partie, de 39 pages, fournit une liste des tributs que les altepetl conquis devaient fournir au tlatoani mexica : nourriture, produits manufacturés de luxe (parures et vêtements, guerriers en particulier), matières premières (or, plumes et coquillages précieux, caoutchouc, liquidambar, papier d'amate, cochenille).
La troisième partie, de 16 pages, est consacrée à la société aztèque et évoque notamment l'éducation des enfants, les châtiments, les activités professionnelles et différents rangs sociaux. Cette partie, à caractère ethnographique, n'a, contrairement aux deux autres, aucun antécédent préhispanique.
Le Codex Mendoza expose la version mexica-tenochca officielle de l'histoire aztèque. En effet, en commanditant un tel ouvrage, le vice-roi de la Nouvelle-Espagne, Antonio de Mendoza, appuyait son pouvoir sur celui de l'ancienne aristocratie aztèque. Il rendra entre autres le gouvernement des indiens de Mexico à la famille de Moctezuma II avec le titre de tlatoani. On peut voir dans le codex Mendoza une concession à l'antique fierté de cette aristocratie.

### Fondation de Tenochtitlan (première page)
(juin 2009).

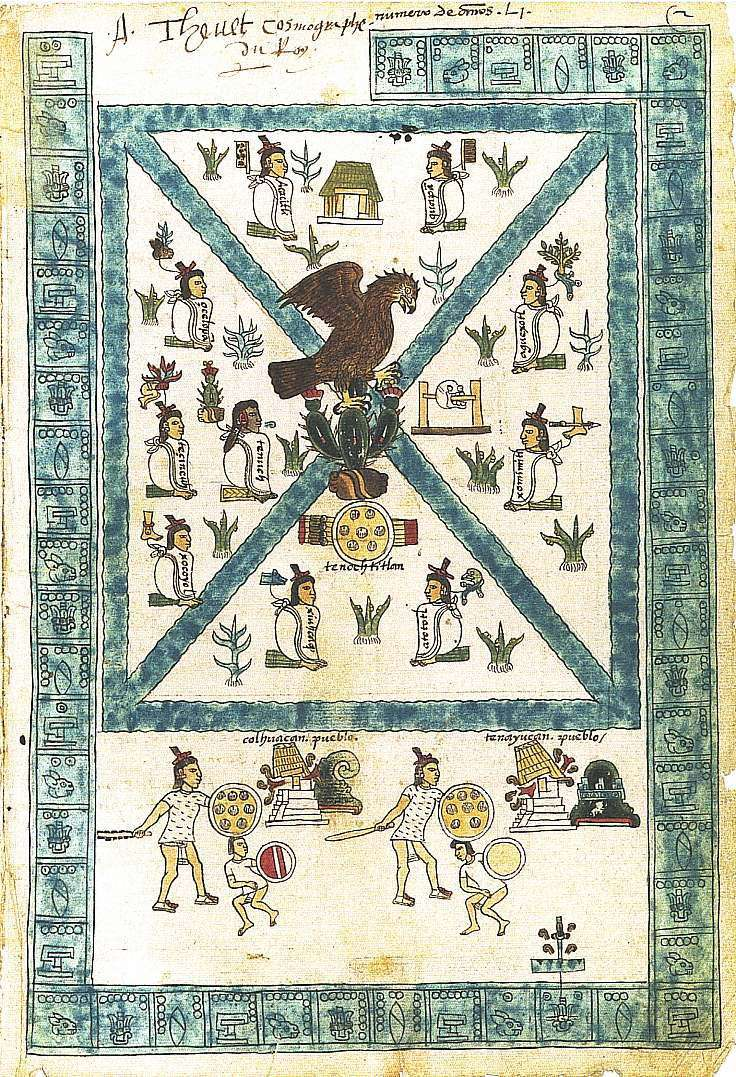
Première page du Codex Mendoza.

Le blason actuel du Mexique est inspiré du Codex Mendoza.

Par sa richesse symbolique, la première page du Codex mérite une description détaillée. Cette page, qui décrit la fondation mythique de Tenochtitlan, constitue un véritable programme du manuscrit. Les glyphes représentant les années du règne du souverain mythique Tenoch (de «2 Maison» (1325) à «13 Roseau» (1375) forment le cadre de la page. Le centre de la composition est occupé par un aigle perché sur un cactus nopal en fleur qui jaillit d'une pierre. Cette image fait référence à une célèbre légende aztèque : alors que ceux-ci erraient à la recherche d'une terre, un aigle (qui représente leur dieu tribal Huitzilopochtli) leur aurait indiqué ainsi l'endroit où se fixer sur un îlot au milieu du lac Texcoco. Sur des représentations plus tardives, l'aigle tient un serpent dans son bec et cette image fait encore partie du drapeau national mexicain.
L'image est littéralement saturée de symbolisme. Le fruit rouge du cactus nopal, la figue de Barbarie, représente le cœur des victimes sacrifiées. Par ailleurs, la pierre d'où jaillit le cactus est elle-même associée à une légende à propos de la fondation de Tenochtitlan : au cours d'une bataille qui aurait eu lieu à Chapultepec, un chef ennemi appelé Copil aurait été tué par les Aztèques qui jetèrent son cœur dans le lac Texcoco. Transformé en pierre, il indiquerait l'endroit où se dresserait Tenochtitlan (du nahuatl «tetl» (la pierre) et «nochtli» (le fruit du cactus nopal).
L'aigle se trouve au centre d'un carré formé d'une bande ondulée, qui représente le lac Texcoco, à l'intersection de deux bandes en forme de croix de Saint-André, qui délimitent quatre quadrants, qui représentent les quatre quartiers de Tenochtitlan. Cette disposition, qui a souvent été comparée à la première page du Codex Fejérváry-Mayer, montre la persistance à l'époque coloniale d'un concept fondamental des religions mésoaméricaines : la division du monde en quatre quartiers avec un axe central. L'image affirme que Tenochtitlan, symbolisée par l'aigle, est le centre du monde. Orientée ouest-est du haut vers le bas, elle montre le sens de la migration des Aztèques. Le bouclier de guerre qui se trouve sous l'aigle est un symbole de conquête. À droite de l'aigle se trouve un tzompantli, lui aussi hautement symbolique: les conquêtes aztèques ont pour but de fournir les victimes dont le sacrifice assure la bonne marche du monde. L'image représente également dix personnages, parmi lesquels on distingue immédiatement à gauche de l'aigle le souverain éponyme Tenoch, reconnaissable à la fois à son glyphe «pierre-cactus» et à ses attributs, son siège et la volute qui s'échappe de sa bouche. Il est le tlatoani, «celui qui parle», c'est-à-dire le souverain.
Le bas de la page représente les deux premières conquêtes des Aztèques, Colhuacan et Tenayuca. S'il faut en croire d'autres codex (le Codex Aubin et les Annales d'Aztlan), les Aztèques auraient été défaits ultérieurement par ces deux cités. On se trouve probablement face ici à une de ces manipulations de l'histoire dont les Aztèques sont coutumiers. De façon plus générale, on peut dire qu'il n'existe pas de point de vue indigène unique : les auteurs des codex avaient pour but de glorifier leur altepetl.